# Семёнково (Семёнковский сельсовет)
Семёнково — посёлок в Вологодском районе Вологодской области. Административный центр Семёнковского сельского поселения и Семёнковского сельсовета. Расположен на правом берегу реки Пудежка. 
Расстояние до районного центра Вологды по автодороге — 8 км. Ближайшие населённые пункты — Барачево, Ярыгино, Красново, Борилово, Никитино, Труфаново, Абаканово.
До 26 декабря 2001 года Семёнково имело статус деревни.
По переписи 2002 года население — 1233 человека (584 мужчины, 649 женщин). Всё население — русские.